# 안나리사
안나리사(Annalisa, 1985년 8월 5일 ~ )는 이탈리아의 싱어송라이터이다. 2011년 이탈리아의 오디션 프로그램 Amici di Maria De Filippi에서 준우승을 차지한 뒤 유명세를 얻게 되었다. 이후 산레모 가요제에 여러번 참가하며 인지도를 쌓아갔다. 4개의 정규 앨범과 16개의 싱글을 발매했으며, 총 30만장 이상의 판매고를 기록했다.

## 젊은 시절
안나리사는 리구리아주 사보나현에 위치한 소도시 카르카레에서 자랐으며 어렸을 때부터 음악을 공부했다. 13살이 되던 해부터는 바텐더와 음악가로 일했으며, 2009년에는 물리학 전공으로 토리노 대학교를 졸업했다.

## 음악 커리어
2011년, 안나리사는 이탈리아의 오디션 프로그램 Amici di Maria De Filippi에 참가한 뒤 준우승과 비평가 상(Premio della critica)을 차지하였다. 같은 해 3월, 그는 첫 번째 앨범인 Nali를 발매하였다. 앨범은 이탈리아 앨범 차트 2위에 올랐고, 이탈리아 음악 산업 협회에서 플래티넘 인증을 받았다. 해당 앨범의 첫번째 싱글이자 그녀의 첫 싱글인 "Diamante lei e luce lui"는 이탈리아 싱글 차트 9위에 올랐고, 골드 인증을 받았다. 당해 5월에는 그녀의 두번째 싱글인 "Giorno per giorno"를 발매했다.
2012년 3월 16일에는 그녀의 두번째 앨범 Mentre tutto cambia의 첫번째 싱글인 "Senza riserva"를 발매했다. 해당 싱글은 이탈리아 싱글 차트 8위에 올랐고, 이후에는 골드 인증을 받았다. 두번째 앨범 Mentre tutto cambia는 이탈리아 앨범차트 9위에 올랐고, "Senza riserva"에 이어 두번째 싱글 "Tra due minuti è primavera"와 세번째 싱글 "Per una notte o per sempre"를 발매했다. 2012년 말에는 만화영화 아이스 에이지 4: 대륙 이동설의 이탈리아 DVD, 블루레이 판에 수록되는 Pirati를 불렀다. 이후 2014년, 수록곡 "Tutto sommato"는 네덜란드 영화 Toscaanse Bruiloft의 사운드트랙에 들어가게 되는데 이 덕에 세번째 앨범 Non so ballare가 네덜란드에서 발매된다.
2013년에는 처음으로 "Scintille"라는 곡으로 산레모 음악제에 참가하였는데, 8위로 대회를 마감하였다. 대회가 끝난 직후 그녀는 세번째 앨범인 Non so ballare를 발매했다. 해당 앨범은 이탈리아 앨범 차트 6위에 올랐다. 또한 Non so ballare의 두번째 싱글인 "Alice e il blue"라는 곡으로 그녀는 OGAE(유로비전 송 콘테스트 팬 공식 협회)에서 주최하는 OGAE Song Contest에 참가하여 3위를 차지했다. 동시에 월드 뮤직 어워드의 이탈리아 지역 Best female artist 부문과 Best video 부문의 후보에 올랐다. 해당 앨범의 3번째 싱글은 "A modo mio amo"였으며 뮤직비디오는 이전의 뮤직비디오를 콜라주한 형태로 공개되었다.
2014년 4월 1일, 그녀는 이탈리아의 래퍼 Moreno의 새 앨범 Incredibile의 수록곡 "Ferire per amare" 피처링을 도와주었다. 같은 해 5월 5일, 싱글 "Sento solo il presente"가 발매되었다. 해당 싱글은 이탈리아 싱글 차트 7위에 올랐다. 이후 그녀는 공식 페이스북 계정을 통해 해당 싱글이 네번째 앨범의 첫번째 싱글이 될 것이라 발표하였다. 당해 9월, 두번째 싱글 "L'ulltimo addio"가 발매되었으며, 싱글 "Senza riserva"가 2년만에 디지털 부문에서 3만 장 이상 팔려 플래티넘 인증을 받았다. 그리고 12월에는 이탈리아 래퍼 Raige와 협업한 곡 "Dimenticare (Mai)"를 발표하였다.
그리고 12월 14일, 곡 "Una finestra tra le stelle"로 2015년에 열릴 65번째 산레모 가요제의 참가자가 되었음이 발표되었다. 대회는 4위로 마무리했으며, 해당 곡은 이전에 먼저 발표된 싱글 "Sento solo il presente", "L'ultimo addio"와 함께 네번째 앨범에 수록될 곡으로 선정되었다. 네번째 앨범인 Splende는 2015년 2월 12일 발매되었으며, 같은 해 4월부터는 이탈리아 투어에 들어갔다. 세번째 싱글이었던 "Una finestra tra le stelle"는 5월 8일 5만 장의 판매고를 기록하며 플래티넘 인증을 받았다. 5월 15일에 발매된 네번째 싱글 "Vincerò"는 싱글 차트에서는 52위를 기록했지만 골드 인증을 받았다. 그리고 9월 18일, 다섯번째 싱글인 "Splende"가 발매되었다.
2016년, "Il diluvio universale"라는 곡으로 다시 한번 산레모 가요제에 참가하여 11위를 차지하였다. 대회가 끝난 직후 다섯번째 앨범의 두번째 싱글이 될 "Se avessi un cuore"를 공개했다. 그리고 3월 20일 공개한 곡과 동명인 다섯번째 앨범 Se avessi un cuore를 발표하였다. 해당 앨범은 이탈리아 앨범 차트 4위, 스위스 앨범 차트 91위에 올라 처음으로 스위스 차트에도 오르게 되었다. 다섯번째 앨범 Se avessi un cuore는 이전에 그녀가 보여왔던 음악과는 다른 장르의 음악이었는데, EDM 요소가 가미된 곡들이 많이 수록되어있다. 싱글 "Se avessi un cuore"는 뮤직비디오와 함께 4월 15일 발표하였다. 같은 해 8월 12일에는 세번째 싱글 "Potrei abituarmi/Used to You"를, 9월 16일에는 래퍼 Rocco Hunt와 협업한 곡 "Stella cadente"를 발표하였다. 수록곡 "Used to You"는 그녀가 발표한 첫 영어곡이다.
2017년 들어서는 미국 가수 재스민 톰프슨과 인터뷰를 하고 스페인 가수 바네사 마르틴과 듀엣을 하는 등 국외에서 많은 활동을 하고 있다. 그리고 5월 12일, 이탈리아 팝 듀오 벤지 & 페데 (Benji & Fede)와 협업한 싱글 "Tutto per una ragione"를 발표하였다.

## 디스코그라피

### 정규 음반
- Nali (2011)
- Mentre tutto cambia (2012)
- Non so ballare (2013)
- Splende (2015)
- Se avessi un cuore (2016)
- Bye Bye (2019)
- Nuda (2020)
- E poi siamo finiti nel vortice (2023)

## 투어

### 단독 투어
- Mentre tutto cambia tour (2012)
- Non so ballare tour (2013)
- Splenede tour (2015)
- Se avessi un cuore (2016)
- Bye Bye live

## 같이 보기
- 안나리사  - 공식 웹사이트
- 안나리사 - 유튜브
- 안나리사 - 인스타그램
- 안나리사 - 트위터
- 안나리사 - 페이스북